# Andrew Richard Lang
Andrew Richard Lang FRS CBE, britanski fizik in kristalograf, * 9. februar 1924, St Annes-on-Sea, Lancashire, Anglija, † 30. junij 2008.
Deloval je na področju rentgenske kristalografije.

## Nagrade
- Hughesova medalja (1997)